# Muhsin Musabah
Muhsin Musabah (nascido em 1 de outubro de 1964), é um ex-futebolista dos Emirados Árabes Unidos que atuava como goleiro. 

## Carreira
Munther Abdullah se profissionalizou no Al-Sharjah, e atuou somente no clube. Entre 1984 e 2002, fez 678 partidas pelo clube.

## Seleção
Muhsin Musabah integrou a histórica Seleção Emiratense de Futebol da Copa do Mundo de 1990. 

## Títulos
Emirados Árabes Unidos
- Copa da Ásia de 1996: 2º Lugar

Sharjah
- Campeonato Emiratense: 1986-1987, 1988-1989, 1993-1994, 1995-1996
- Copa do Presidente: 1990-1991, 1994-1995, 1997-1998
- Supercopa dos Emirados: 1994-1995